# Myawaddy
Myawaddy (chữ Miến Điện : မြဝတီ, chữ Thái : เมียวดี, chuyển tự tiếng Thái Hoàng gia : Mia-wadi), là thành phố thuộc bang Kayin nằm ở phía đông nam Myanmar, gần sát biên giới Thái Lan. Thành phố này bị sông Moei ngăn cách với Mae Sot - một thành phố biên giới thuộc Thái Lan, là điểm giao thương quan trọng nhất của hai nước Miến - Thái, đồng thời là tuyến đường của Hành lang kinh tế Đông - Tây. Ngày 30 tháng 8 năm 2015, đoạn đường Myawaddy - Kawkareik thuộc đường Xuyên Á chính thức thông xe.
Myawaddy từng bị chiếm đóng tạm thời bởi Quân đội Phật giáo Karen Dân chủ (DKBA) - những người đào thoát khỏi chính phủ Myanmar.

## Kinh tế

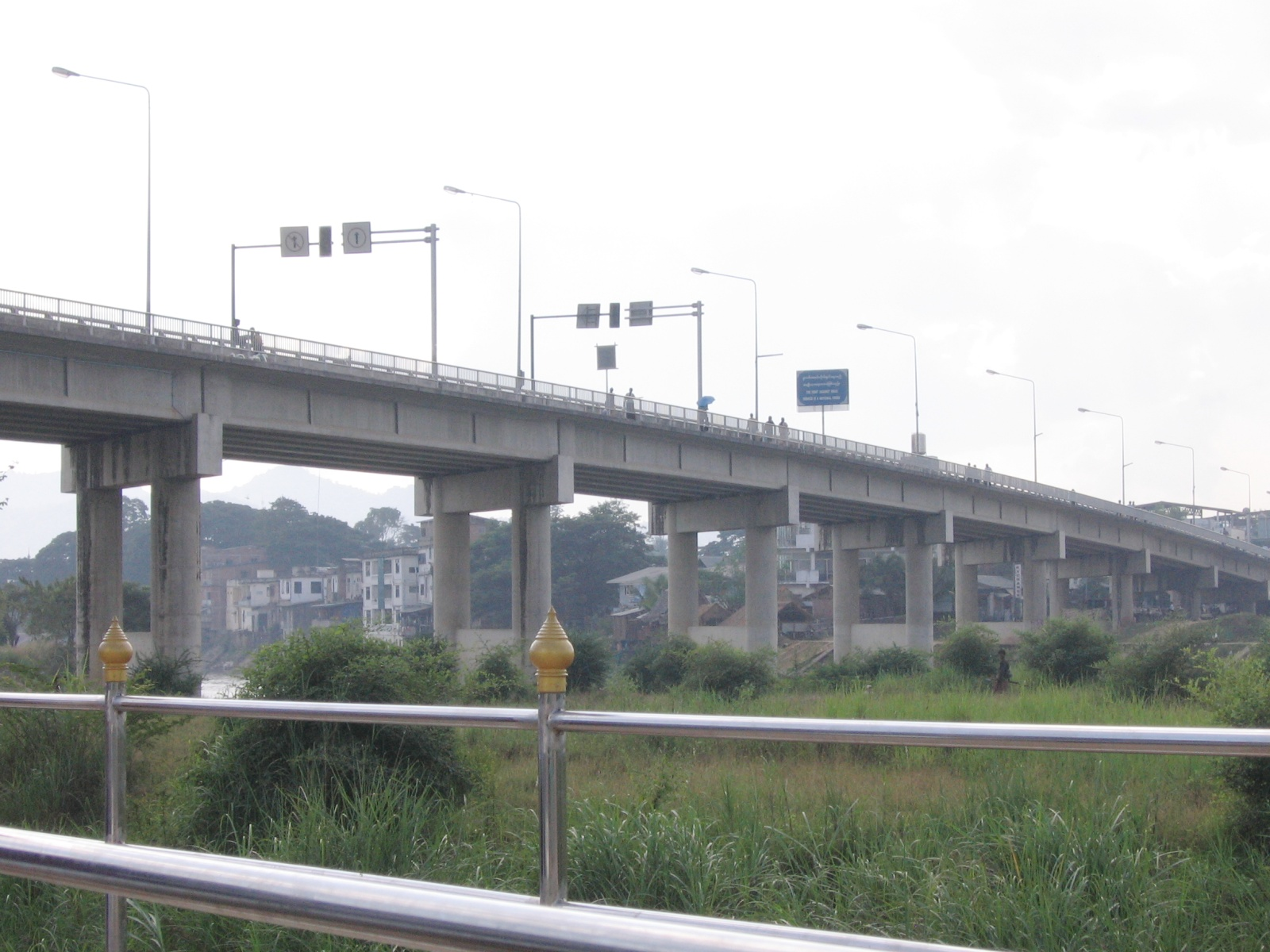
Cầu hữu nghị nối liền Myawaddy (Myanmar) với Mae Sot (Thái Lan).

Quá cảnh là đường lối chủ yếu của Myanmar xuất khẩu đá quý, rất nhiều đá quý bị nhiều người khai man nơi sản xuất sau khi quá cảnh. Sau khi chính phủ Myanmar đem trạm kiểm tra biên giới Myawaddy nâng cấp thành trạm kiểm tra vĩnh viễn, đồng thời cho phép cư dân Thái Lan chỉ dựa vào thị thực là có thể từ huyện Mae Sot, tỉnh Tak, Thái Lan đi vào bất kì thành phố nào trong nội địa Myanmar, tổng kim ngạch thương mại giữa huyện Mae Sot, tỉnh Tak, Thái Lan và trạm kiểm tra biên giới Myawaddy, Myanmar vào nửa đầu năm 2013 đã đạt đến 23 tỉ baht Thái. Do sự đóng góp to lớn của nó cho nền kinh tế, hai nước nhất trí đồng ý thúc đẩy tăng trưởng kinh tế song phương trong phiên họp Uỷ ban Hợp tác thương mại Thái Lan - Myanmar lần thứ bảy (JTC), đồng thời sử dụng "mô hình Mae Sot - Myawaddy" để mở rộng hợp tác thương mại và đầu tư của hai nước, và còn đặt ra kế hoạch tăng cường hợp tác kinh tế song phương trên nhiều phương diện, đẩy mạnh thực hiện chiến lược phát triển kinh tế càng nhanh càng tốt.

## Sự kiện
Ngày 07 tháng 11 năm 2010, bằng cách tố cáo nhập cảnh trái phép, cảnh sát Myanmar đã bắt giữ nhà báo Nhật Bản Yamaji Tōru vì mục đích sưu tập và dò xét thông tin tổng tuyển cử Myanmar mà vượt qua biên giới Myanmar - Thái Lan để đến Myawaddy ; Yamaji Tōru được phóng thích vào ngày 9. Từ ngày 8 đến ngày 9, Liên minh Dân tộc Karen (KNU) vì nguyên do phản đối cuộc bầu cử không công bằng, đột nhiên đấu súng với chính phủ Myanmar, hàng nghìn người Myanmar bỏ đến biên giới Thái Lan để tị nạn, rất nhiều dân chúng bị thương trong cuộc đấu súng đã vượt qua biên giới, tiến về Thái Lan để chữa bệnh, đây cũng là lần đầu tiên bạo phát xung đột sau khi Myanmar cử hành tổng tuyển cử.
Đầu năm 2015, cảnh sát Myanmar đã truy bắt những kẻ nhập cảnh trái phép đến từ các nước như Iraq, Algeria,... tại Myawaddy ; ngày 22 tháng 5, cảnh sát Myawaddy đã bắt giữ 4 người Trung Quốc từ Mae Sot, Thái Lan lén vượt biên đi vào Myanmar.
Vào tháng 6 năm 2017, Thái Lan mạnh tay truy quét lao động nước ngoài phi pháp, lao động quốc tịch Myanmar bị truy bắt sẽ bàn giao cho chính phủ Myanmar tại Myawaddy.
Vào tháng 8 năm 2022, có tin tức chỉ ra, Myawaddy là một trong những trung tâm buôn người hung hãn, bất chấp luật pháp và tội phạm lừa đảo. Tại khu vực Myawaddy, chỗ này được gọi là khu vườn KK (KK Garden), khu vực do Xà Trí Giang - người Trung Quốc mang hai quốc tịch Campuchia và Trung Quốc đại lục, sở hữu đã trở thành căn cứ địa của các tập đoàn lừa bịp, chỗ này hay xảy ra sự việc như bắt cóc tống tiền, ép buộc những con tin tham gia lừa đảo. Ngoài ra, trong khuôn viên cũng từng xảy ra sự kiện như cưỡng bức hái sống bộ phận cơ thể của những người mất đi giá trị lợi dụng hoặc những người không chịu phục tòng, người bị hại chủ yếu đến từ Malaysia, Trung Quốc đại lục, Đài Loan và Hồng Kông, người bị hại thông thường là dưới các ảnh hưởng của vụ án lừa đảo tìm việc làm ở nước ngoài và lừa đảo quen yêu trên mạng, bị chuyển đi nhiều nơi tại Thái Lan hoặc Campuchia, rồi cuối cùng đưa đến căn cứ địa nằm ở Myawaddy, Myanmar. Có bài báo đưa tin, tại Myawaddy, có ít nhất 14 khu vườn hoạt động lừa đảo.